# Donínský jilm
Donínský jilm je památný strom v Hrádku nad Nisou, městě na severu České republiky v okrese Liberec.

## Poloha a historie
Strom roste v městské části Donín nacházející se v jihovýchodních partiích města. Pozemek tvořil zahradu školní družiny. Po jihozápadní straně od stromu se nachází Donínská ulice, po severovýchodní tok řeky Lužické Nisy. Od řeky je strom vzdálen asi 25 metrů a roste v její nivě. O prohlášení stromu za památkový rozhodl městský úřad v Hrádku nad Nisou svým rozhodnutím ze dne 8. dubna 2014, které nabylo právní účinnosti 24. dubna 2014.

## Popis
Jedinec jilmu horského (Ulmus glabra) dosahuje výšky 21 metrů a obvod jeho kmene činí 364 centimetrů. Kolem stromu je vyhlášeno ochranné pásmo ve tvaru kruhové výseče mající poloměr 11 metrů.